# Tiefkühlkette
Tiefkühlkette ist die Bezeichnung für den Absatzweg von Tiefkühlkost von der Produktion bis zum Handel oder zum Endverbraucher.
Gemäß § 2 Abs. 4 der Verordnung über tiefgefrorene Lebensmittel (TLMV) darf die Temperatur des Lebensmittels an allen seinen Punkten nach der thermischen Stabilisierung höchstens −18 °C betragen. Dies gilt bis zur Abgabe an den Verbraucher.
Kurzfristige Erwärmungen um bis zu 3 K (Kelvin) auf −15 °C an Schnittstellen (z. B. beim Umladen vom LKW in Kühlräume), beim örtlichen Vertrieb (z. B. Heimdienste) und in den Tiefkühltruhen des Handels im Rahmen redlicher Aufbewahrungs- und Vertriebsverfahren werden von § 2 Abs. 4 TLMV toleriert. 
Zur Einhaltung der Temperaturvorschriften bedarf es einer lückenlosen Lieferkette technischer Einrichtungen wie Tiefkühlhäuser, Schiffe, Kühlcontainer, Eisenbahnwagen, Spezialtransporter und Truhen.